# Davis Motorcar Company
Die Davis Motorcar Company war ein US-amerikanischer Automobilhersteller, der von 1947 bis 1949 in Van Nuys im San Fernando Valley von Los Angeles ansässig war. Gründer war Glenn Gordon Davis.

## „Divan“
Der Davis D-2 „Divan“ war ein zweitüriges Coupé mit vier Sitzplätzen (alle auf der vorderen Sitzbank), drei Rädern und Klappscheinwerfern. Die aerodynamisch gestaltete Aluminiumkarosserie verdeckte die beiden Hinterräder vollkommen und trug eine stark gebogene Windschutzscheibe und eine ebensolche Heckscheibe. Angetrieben wurde der Wagen zunächst von einem vorne eingebauten seitengesteuerten Vierzylinder-Reihenmotor von ’’Hercules’’, der aus 2175 cm³ Hubraum eine Leistung von 46 bhp (34 kW) bei 3000 min−1 zog. Bei den später gebauten Exemplaren war stattdessen ein Vierzylindermotor von Continental mit 2655 cm³ Hubraum und 58 bhp (42 kW) bei 3000 min−1 eingebaut. Der Radstand des Wagens betrug zunächst 2743 mm, später 2781 mm. Seine Länge lag einheitlich bei 4712 mm.
Aufgrund seiner nur drei Räder neigte der Wagen in Kurven zum Abkippen (auch wenn angeblich sogar ein Hollywood-Stuntman eingesetzt wurde, der vergeblich versuchte, das Auto zum Umkippen zu bringen, um die Stabilität zu demonstrieren), und die Werksangaben zu Höchstgeschwindigkeit (187 km/h) und Verbrauch des 995 US$ teuren Fahrzeuges waren unrealistisch.
Obwohl viel in die Vermarktung des „Divan“ investiert wurde und zahlreiche Händler und Unterstützer angeworben werden konnten, kam das Fahrzeug entgegen Ankündigungen nie in die Serienproduktion und verdichteten sich Hinweise, dass es sich bei dem Projekt um Betrug handelte, mit dem nur Geld umgesetzt werden sollte, ohne dass Autos produziert wurden. Nachdem die Lieferung von Fahrzeugen an Händler ebenso ausblieb wie die Bezahlung der Mitarbeiter, wurde Glenn Davis von beiden Parteien (Händler und Mitarbeiter) verklagt. Er sah sich 1949 einem Prozess wegen Betruges und Insolvenzverschleppung ausgesetzt und wurde trotz Unschuldsbeteuerungen verurteilt. Vom „Divan“ entstanden nur 13 oder 15 Exemplare.

## Prototyp „494“
Daneben wurden noch drei Prototypen eines ebenso dreirädrigen Vierteltonnen-Militärfahrzeuges mit fünf Sitzplätzen, nach dem Beginn der Seriennummern oft als „494“ bezeichnet, gebaut.

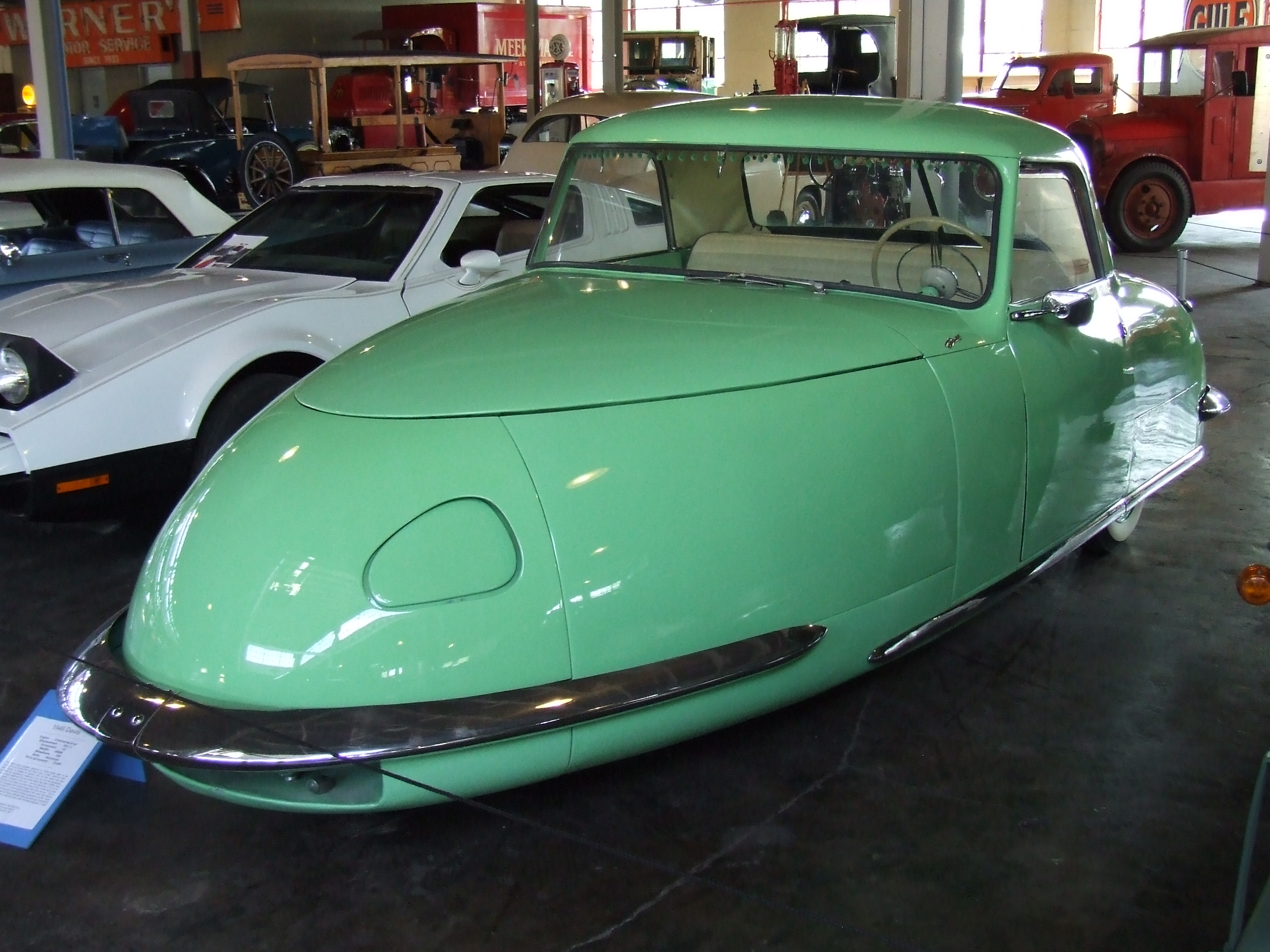
Ein „Divan“ im National Automotive and Truck Museum, Auburn (Indiana)
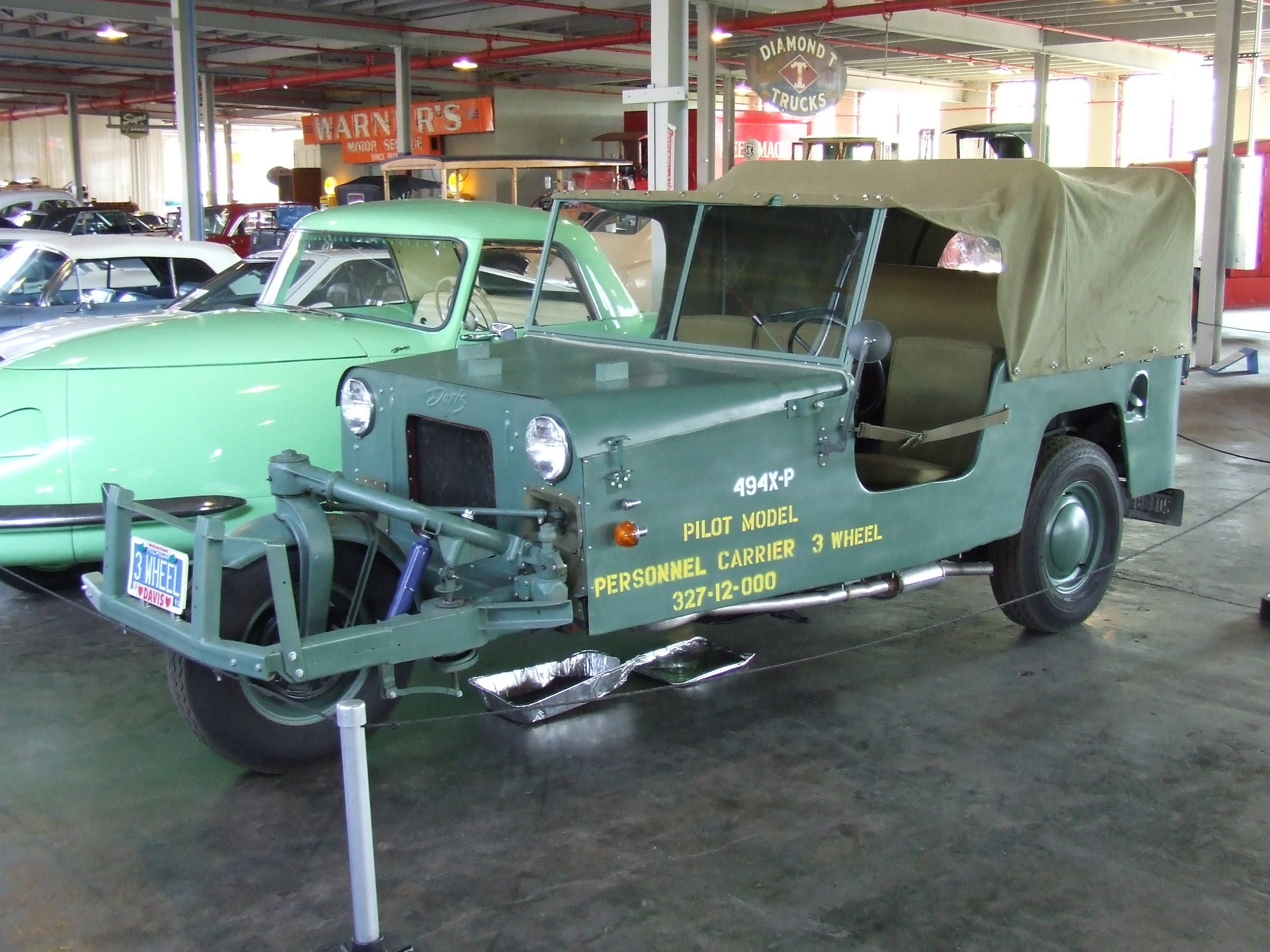
Ein "494"" im National Automotive and Truck Museum, Auburn, IN